# Castres-Gironde
Pour les articles homonymes, voir Castres (homonymie).
Castres-Gironde est une commune du Sud-Ouest de la France, située dans le département de la Gironde, en région Nouvelle-Aquitaine.

## Géographie

### Localisation
1. Carte dynamique
2. Carte Openstreetmap
3. Carte topographique
4. Carte avec les communes environnantes

La commune de Castres-Gironde se situe au sud (rive gauche) de la Garonne, à 22 km au sud-est de Bordeaux, chef-lieu de département et d'arrondissement et à 7,5 km à l'est de La Brède, chef-lieu de canton. Elle fait aussi partie de l'unité urbaine de Portets.

### Communes limitrophes
Les communes limitrophes en sont Portets à l'est, Saint-Selve au sud-sud-ouest et Beautiran à l'ouest, en limite de la rivière du Gât-Mort. Sur la rive droite de la Garonne, au nord, se trouve la commune de Tabanac.
|             | Tabanac Rive droite de la Garonne |         |
| Beautiran   | Castres-Gironde                   | Portets |
| Saint-Selve |                                   |         |

### Climat
Pour des articles plus généraux, voir Climat de la Nouvelle-Aquitaine et Climat de la Gironde.
Historiquement, la commune est exposée à un climat océanique aquitain.  
En 2020, Météo-France publie une typologie des climats de la France métropolitaine dans laquelle la commune est exposée à un climat océanique et est dans la région climatique  Aquitaine, Gascogne, caractérisée par une pluviométrie abondante au printemps, modérée en automne, un faible ensoleillement au printemps, un été chaud (19,5 °C), des vents faibles, des brouillards fréquents en automne et en hiver et des orages fréquents en été (15 à 20 jours).
Pour la période 1971-2000, la température annuelle moyenne est de 13,2 °C, avec une amplitude thermique annuelle de 14,8 °C. Le cumul annuel moyen de précipitations est de 873 mm, avec 11,8 jours de précipitations en janvier et 7 jours en juillet. Pour la période 1991-2020, la température moyenne annuelle observée sur la station météorologique la plus proche, située sur la commune de Cadaujac à 9 km à vol d'oiseau, est de 13,8 °C et le cumul annuel moyen de précipitations est de 918,3 mm,. Pour l'avenir, les paramètres climatiques de la commune estimés pour 2050 selon différents scénarios d’émission de gaz à effet de serre sont consultables sur un site dédié publié par Météo-France en novembre 2022.

## Urbanisme

### Typologie
Au 1er janvier 2024, Castres-Gironde est catégorisée petite ville, selon la nouvelle grille communale de densité à sept niveaux définie par l'Insee en 2022.
Elle appartient à l'unité urbaine de Portets, une agglomération intra-départementale regroupant cinq  communes, dont elle est ville-centre,,. Par ailleurs la commune fait partie de l'aire d'attraction de Bordeaux, dont elle est une commune de la couronne,. Cette aire, qui regroupe 275 communes, est catégorisée dans les aires de 700 000 habitants ou plus (hors Paris),.

### Occupation des sols

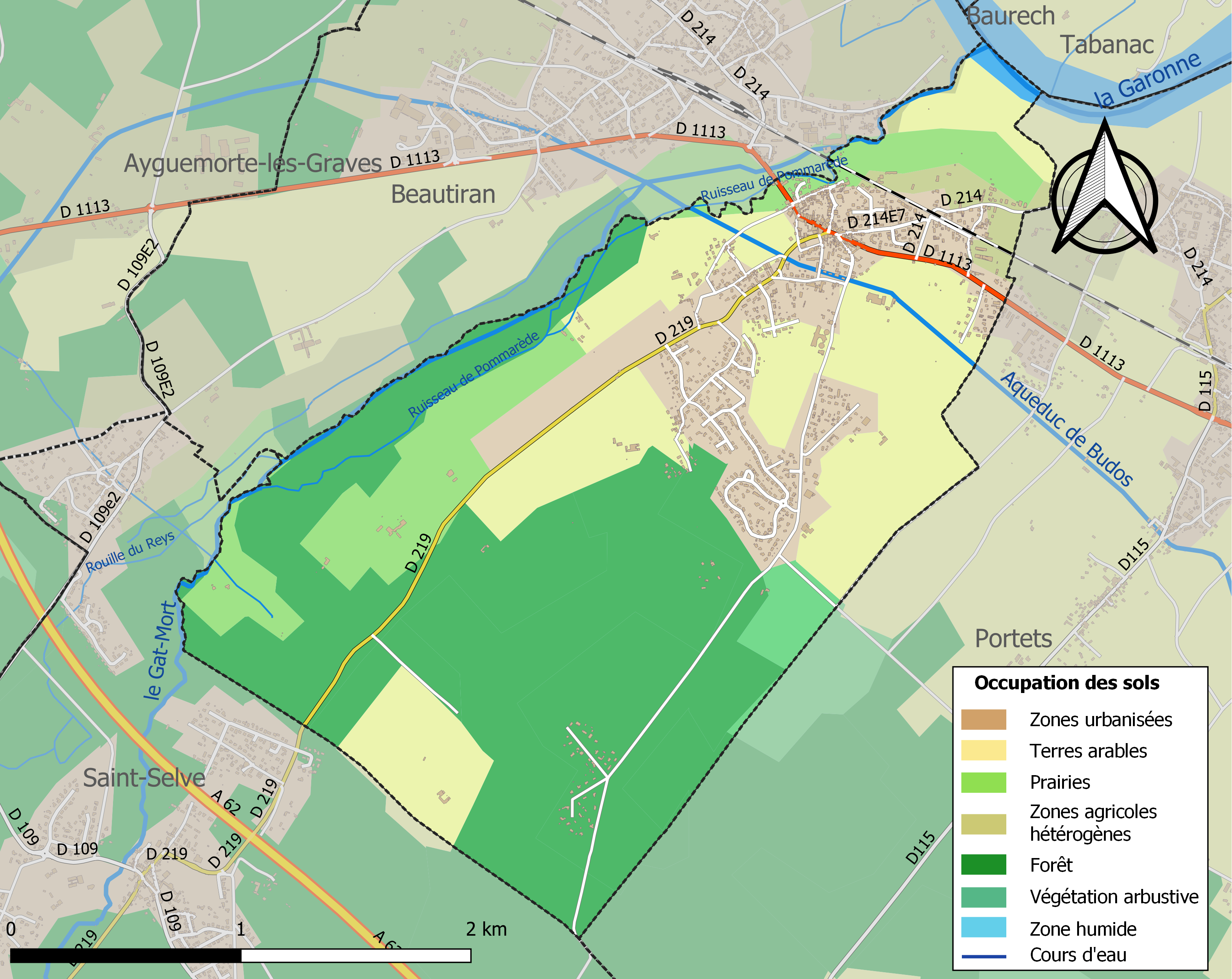
Carte des infrastructures et de l'occupation des sols de la commune en 2018 (CLC).

L'occupation des sols de la commune, telle qu'elle ressort de la base de données européenne d’occupation biophysique des sols Corine Land Cover (CLC), est marquée par l'importance des forêts et milieux semi-naturels (45,4 % en 2018), en diminution par rapport à 1990 (51,8 %). La répartition détaillée en 2018 est la suivante : 
forêts (43,6 %), cultures permanentes (25,4 %), zones urbanisées (16 %), prairies (10,9 %), zones agricoles hétérogènes (2 %), milieux à végétation arbustive et/ou herbacée (1,8 %), eaux continentales (0,3 %). L'évolution de l’occupation des sols de la commune et de ses infrastructures peut être observée sur les différentes représentations cartographiques du territoire : la carte de Cassini (XVIIIe siècle), la carte d'état-major (1820-1866) et les cartes ou photos aériennes de l'IGN pour la période actuelle (1950 à aujourd'hui).

### Voies de communication et transports
La commune est traversée par la route départementale D1113, ancienne RN 113, qui mène, vers l'ouest, à Beautiran, puis à l'accès no 1.1, dit de La Brède, de l'autoroute A62 distant de 4 km et continue vers le nord-ouest en direction de Saint-Médard-d'Eyrans et Bordeaux ; vers le sud-est, cette route mène à Portets et, au-delà, à Langon. Commençant dans le centre-ville, la route départementale D219 conduit, vers le sud-ouest, à Saint-Selve.
La gare SNCF la plus proche est celle, distante de moins d'un km par la route vers le nord-ouest, de Beautiran sur la ligne Bordeaux-Sète du TER Nouvelle-Aquitaine.

### Risques majeurs
Le territoire de la commune de Castres-Gironde est vulnérable à différents aléas naturels : météorologiques (tempête, orage, neige, grand froid, canicule ou sécheresse), inondations, feux de forêts et séisme (sismicité très faible). Un site publié par le BRGM permet d'évaluer simplement et rapidement les risques d'un bien localisé soit par son adresse soit par le numéro de sa parcelle.
Certaines parties du territoire communal sont susceptibles d’être affectées par le risque d’inondation par débordement de cours d'eau, notamment la Garonne, l'Aqueduc de Budos et le Gat mort. La commune a été reconnue en état de catastrophe naturelle au titre des dommages causés par les inondations et coulées de boue survenues en 1982, 1983, 1998, 1999, 2009, 2014, 2020 et 2021,.
Castres-Gironde est exposée au risque de feu de forêt. Depuis le 20 avril 2016, les départements de la Gironde, des Landes et de Lot-et-Garonne disposent d’un règlement interdépartemental de protection de la forêt contre les incendies. Ce règlement vise à mieux prévenir les incendies de forêt, à faciliter les interventions des services et à limiter les conséquences, que ce soit par le débroussaillement, la limitation de l’apport du feu ou la réglementation des activités en forêt. Il définit en particulier cinq niveaux de vigilance croissants auxquels sont associés différentes mesures,.

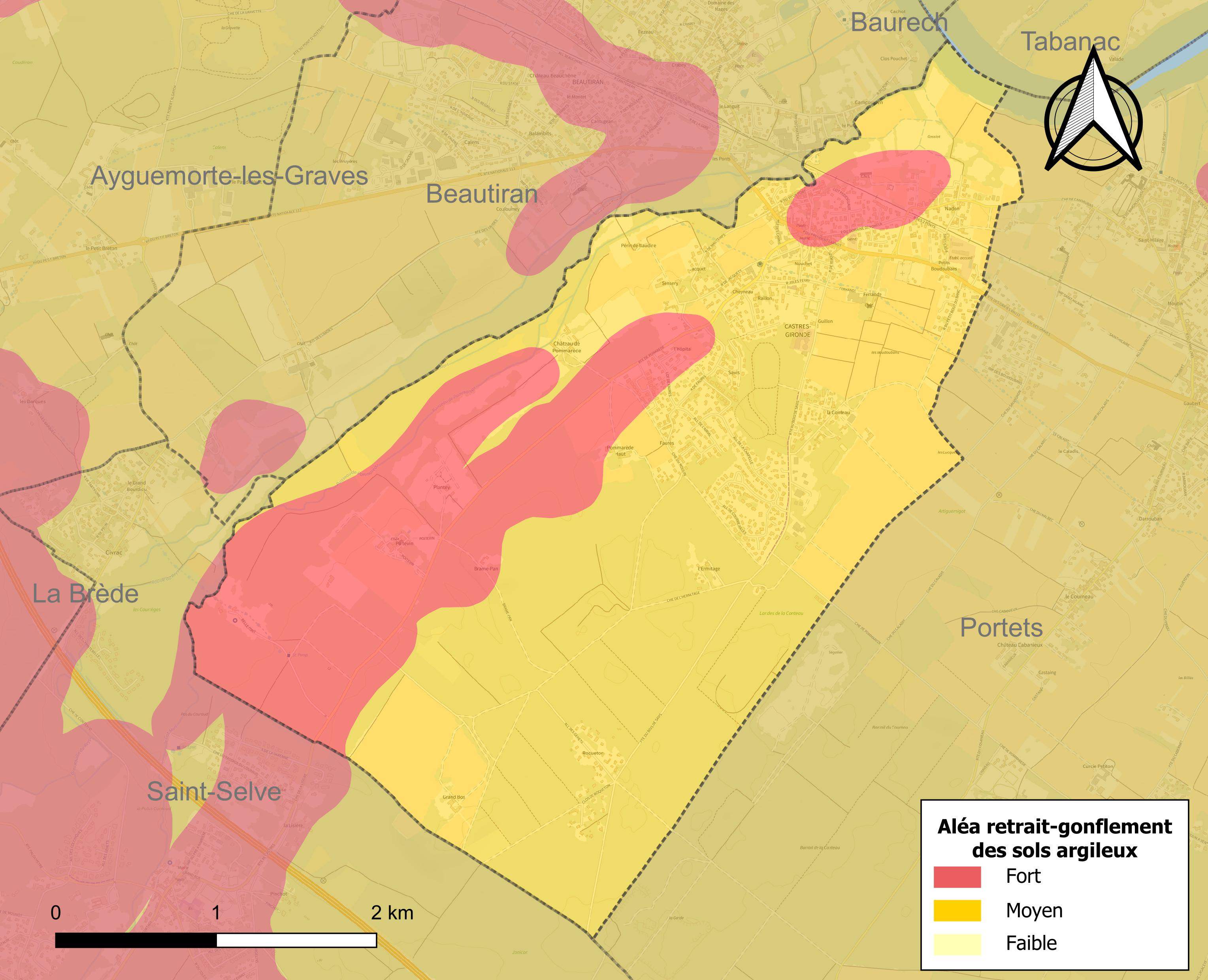
Carte des zones d'aléa retrait-gonflement des sols argileux de Castres-Gironde.

Le retrait-gonflement des sols argileux est susceptible d'engendrer des dommages importants aux bâtiments en cas d’alternance de périodes de sécheresse et de pluie. La totalité de la commune est en aléa moyen ou fort (67,4 % au niveau départemental et 48,5 % au niveau national). Sur les 894 bâtiments dénombrés sur la commune en 2019, 894 sont en aléa moyen ou fort, soit 100 %, à comparer aux 84 % au niveau départemental et 54 % au niveau national. Une cartographie de l'exposition du territoire national au retrait gonflement des sols argileux est disponible sur le site du BRGM,.
Par ailleurs, afin de mieux appréhender le risque d’affaissement de terrain, l'inventaire national des cavités souterraines permet de localiser celles situées sur la commune.
Concernant les mouvements de terrains, la commune a été reconnue en état de catastrophe naturelle au titre des dommages causés par la sécheresse en 2003 et 2011 et par des mouvements de terrain en 1999.

## Toponymie
Le nom de Castres vient du mot latin castrum qui signifie place fortifiée.

Précédemment, le nom du village était simplement Castres. Le distinguo avec la ville plus importante et plus connue de Castres dans le Tarn a été fait à compter de 1888 par l'ajout du nom du département de la Gironde. L’usage local est cependant Castres-sur-Gironde.
Le nom de la commune est Castra en gascon.
Ses habitants sont appelés les Castrais.

## Histoire
Pour de l'information de la commune au XVIIIe siècle, voir l'ouvrage de Jacques Baurein.
À la Révolution, la paroisse Saint-Martin de Castres forme la commune de Castres. Le 21 août 1888, la commune de Castres devient Castres-Gironde.

## Héraldique
| Armes de Castres-Gironde | Les armes de Castres-Gironde se blasonnent ainsi : D'argent à la vergette écotée de gueules accostée, à dextre, d'une pomme de pin renversée soudée d'or tigée de sable et à senestre, d'une grappe de raisin de pourpre vrillée et feuillée d'une pièce de sinople, au chef aussi de gueules chargé d'un léopard aussi d'or. |

## Politique et administration
| Période                                  | Période   | Identité           | Étiquette | Qualité                                 |
| ---------------------------------------- | --------- | ------------------ | --------- | --------------------------------------- |
| 1959                                     | 1977      | Roger Laconfourque |           |                                         |
| 1977                                     | mars 1989 | Henri de Boussiers |           |                                         |
| mars 1989                                | mai 2020  | Daniel Constant    | DVG       | Vice-président de la C.d.C. Montesquieu |
| mai 2020                                 | En cours  | Gracia Perez       |           |                                         |
| Les données manquantes sont à compléter. |           |                    |           |                                         |

## Démographie
L'évolution du nombre d'habitants est connue à travers les recensements de la population effectués dans la commune depuis 1793. Pour les communes de moins de 10 000 habitants, une enquête de recensement portant sur toute la population est réalisée tous les cinq ans, les populations de référence des années intermédiaires étant quant à elles estimées par interpolation ou extrapolation. Pour la commune, le premier recensement exhaustif entrant dans le cadre du nouveau dispositif a été réalisé en 2006.

En 2022, la commune comptait 2 689 habitants, en évolution de +15,26 % par rapport à 2016 (Gironde : +6,91 %, France hors Mayotte : +2,11 %).
| 1793 | 1800 | 1806 | 1821 | 1831 | 1836 | 1841 | 1846 | 1851 |
| ---- | ---- | ---- | ---- | ---- | ---- | ---- | ---- | ---- |
| 804  | 764  | 843  | 779  | 755  | 720  | 722  | 728  | 721  |

| 1856 | 1861 | 1866 | 1872 | 1876 | 1881 | 1886 | 1891 | 1896 |
| ---- | ---- | ---- | ---- | ---- | ---- | ---- | ---- | ---- |
| 777  | 739  | 741  | 711  | 752  | 747  | 750  | 769  | 818  |

| 1901 | 1906 | 1911 | 1921 | 1926 | 1931 | 1936 | 1946 | 1954 |
| ---- | ---- | ---- | ---- | ---- | ---- | ---- | ---- | ---- |
| 792  | 733  | 709  | 711  | 781  | 807  | 674  | 695  | 694  |

| 1962 | 1968 | 1975  | 1982  | 1990  | 1999  | 2006  | 2011  | 2016  |
| ---- | ---- | ----- | ----- | ----- | ----- | ----- | ----- | ----- |
| 784  | 904  | 1 074 | 1 211 | 1 349 | 1 512 | 1 890 | 2 171 | 2 333 |

| 2021  | 2022  | - | - | - | - | - | - | - |
| ----- | ----- | - | - | - | - | - | - | - |
| 2 575 | 2 689 | - | - | - | - | - | - | - |

## Économie
Le territoire de Castres-Gironde est boisé sur environ 50 % de sa superficie et 30 % en sont exploités en vignobles AOC des Graves par une dizaine de châteaux.

## Lieux et monuments
- L'église Saint-Martin, de style roman, date du XIe siècle est classée à l'inventaire des monuments historiques pour son abside depuis 1913[33] : la façade et le clocher, néo-gothiques datent de la seconde moitié du XIXe siècle.
- Une cloche de bronze du XVIIe siècle en a également été classée en 1942[34].
- L'église abrite également un tableau représentant la sainte Famille, daté de 1771, œuvre de Nicolas-Bernard Lépicié et classé en 1908[35].

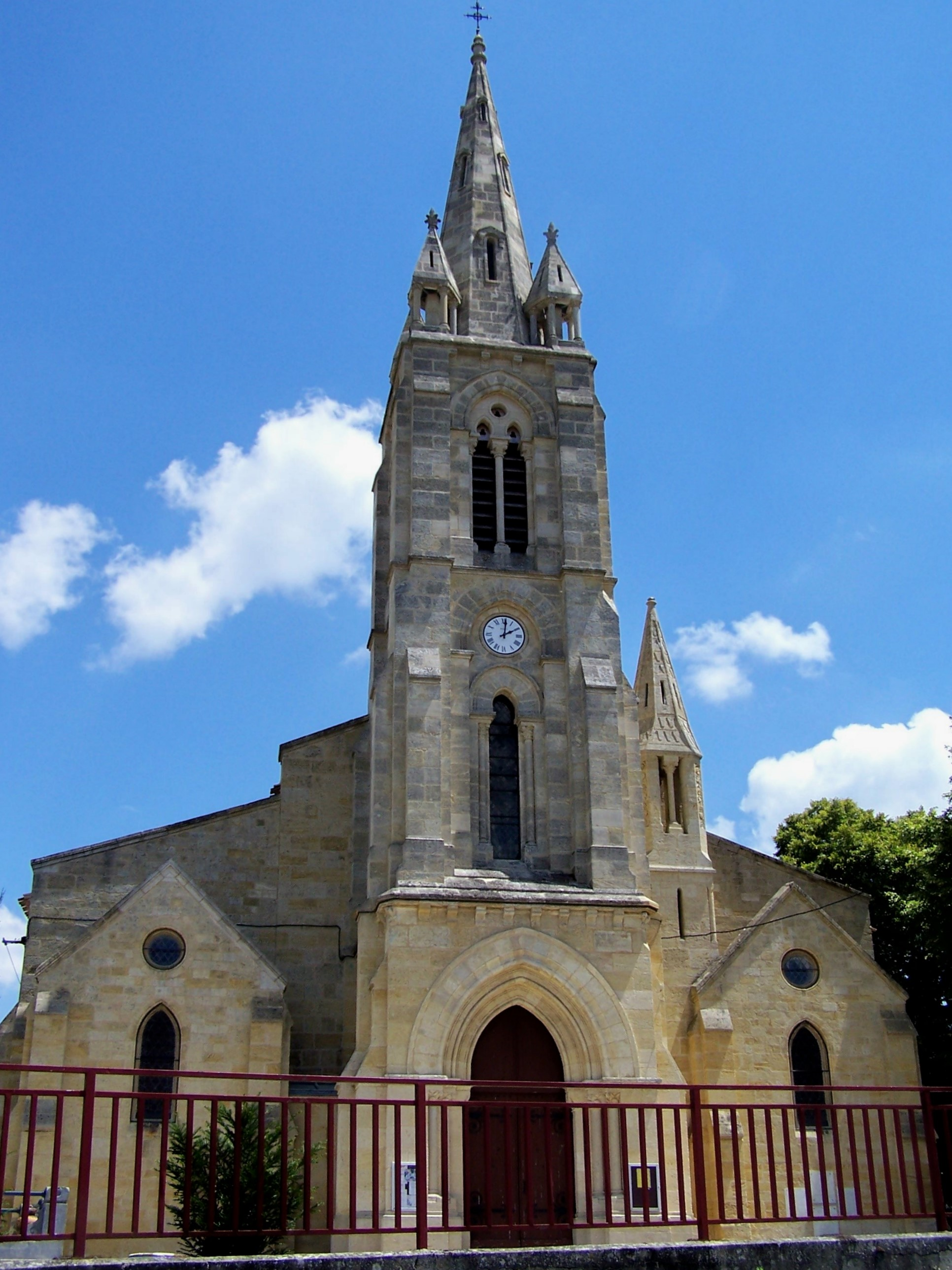
L'église Saint-Martin (juin 2009)
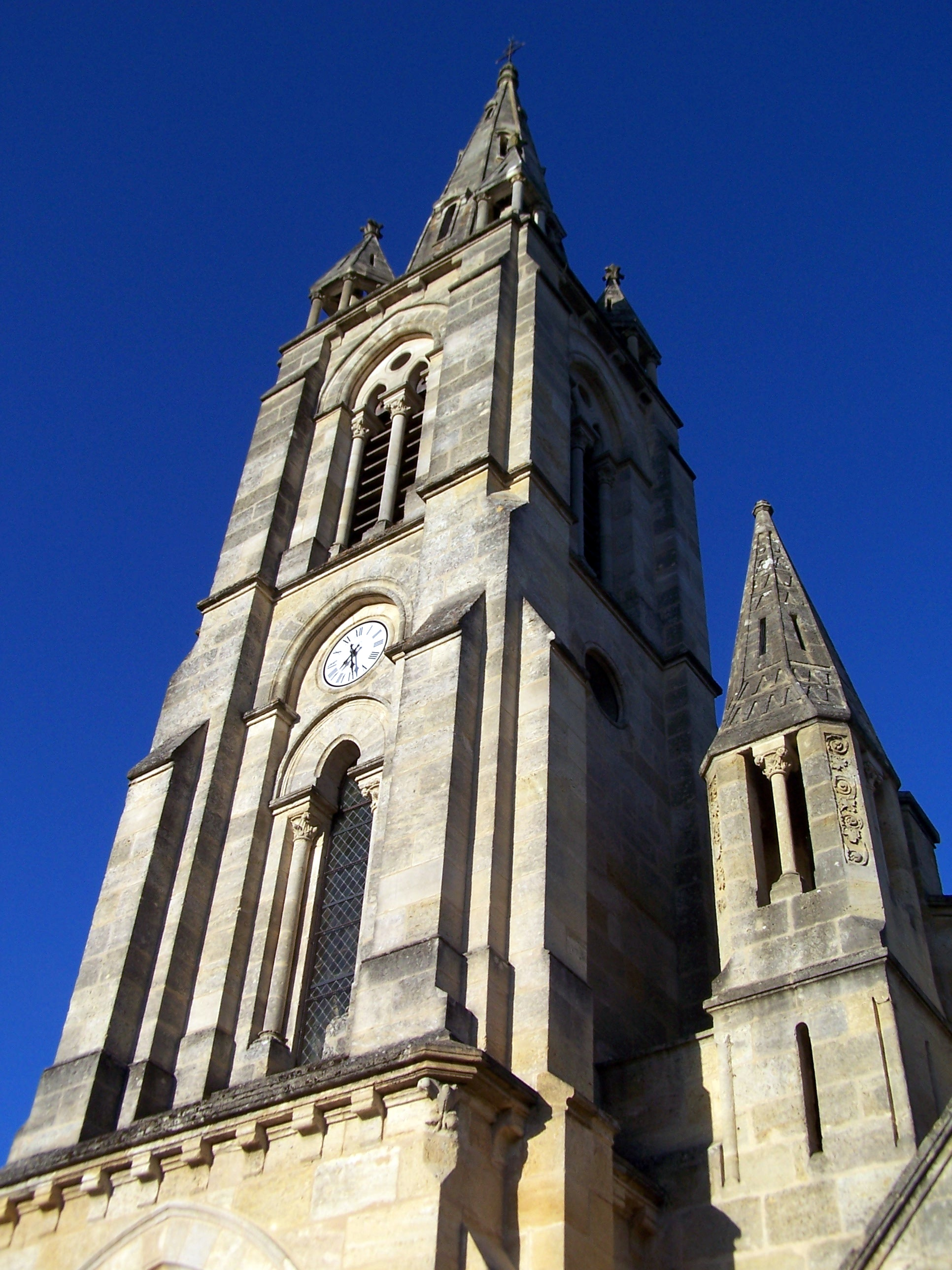
La flèche de l'église (août 2014)
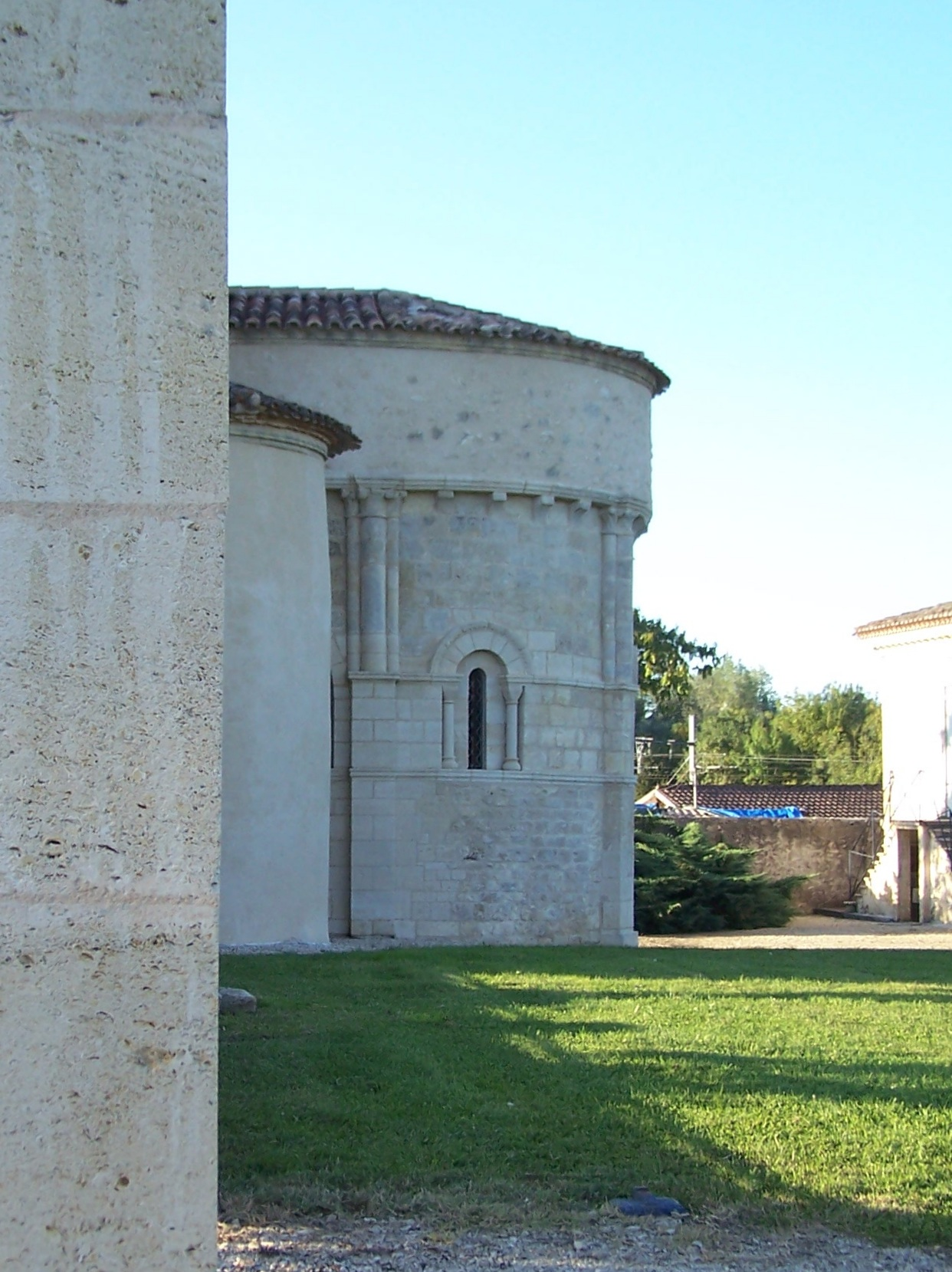
Le chevet roman de l'église (août 2014)
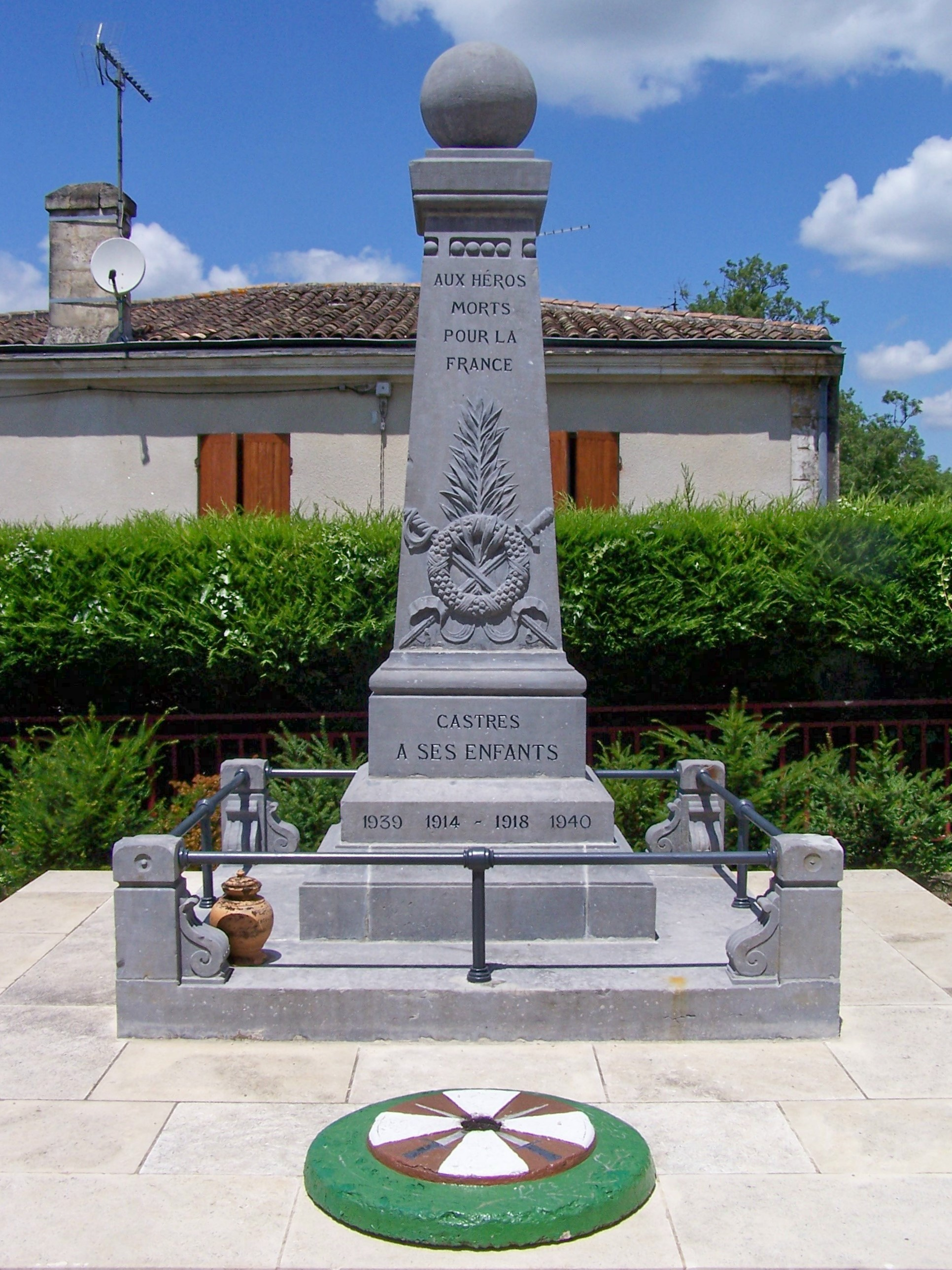
Le monument aux morts (juin 2009)

## Personnalités liées à la commune
- Hugues Brisset de Montbrun de Pomarède (1756-1831), général de brigade de Napoléon, est décédé dans la commune.